# Верхня Крайна

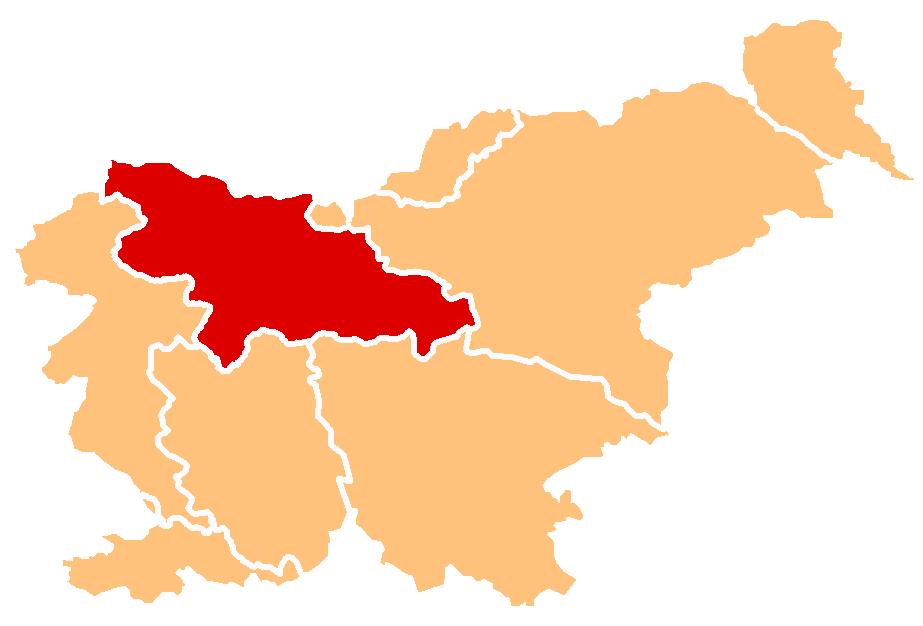
Верхня Крайна на мапі Словенії

Верхня Крайна (словен. Gorenjska вимовляється [ɡɔˈɾèːnska]; італ. Alta Carniola; нім. Oberkrain) — колишній округ в історичній коронній землі Габсбургів Крайна 1849 — 1919 роках, наразі є історичною областю Словенії. Центром регіону є Крань, також варто відзначити інші міські центри: Єсениці, Тржич, Шкоф'я-Лока, Камнік і Домжале.

## Історія
У XVII столітті Габсбурзьке герцогство Крайна було внутрішньо поділено на три адміністративні округи. 
Цей поділ був детально описаний науковцем Йоганном Вейхардом фон Вальвазором у його праці 1689 року «Слава герцогства Карніола» . 
Верхня Крайна з центром у Любляні, що охоплювала північні райони герцогства; Внутрішня Крайна на південному заході Крайни з центром у Постойні та Нижня Крайна на південному сході, що приблизно відповідає середньовічній Віндицькій марці Священної Римської імперії . 
Цей поділ зберігався в різних варіантах аж до 1860-х років, коли старі адміністративні округи були скасовані, а Верхню Крайню було поділено на менші округи Крань, Радовлиця та Камник. 
Тим не менш, регіональна ідентичність залишалася сильною і після цього. 
Після розпаду Австро-Угорщини, після Першої світової війни Крайна  включена спочатку до складу Держави словенців, хорватів і сербів, а потім до складу Королівства сербів, хорватів і словенців, і припинила своє існування як окрема політико-географічна одиниця. 
Регіональна ідентичність Крайни незабаром зникла, але регіональна ідентифікація з її поділом (Верхня Крайна, Нижня Крайна та, меншою мірою, Внутрішня Крайна) залишається сильною.

## Географія
На півночі Верхня Крайна межує з австрійською землею Каринтія, історичним регіоном Нижня Штирія (словен. Štajerska) на сході та Словенським Примор'ям (словен. Primorska) на заході. 
Атлас 1809 року показує межу із Нижньою Крайною на південному сході загалом по лінії річок Сава, Любляниця, Ішчиця та Желельщиця майже до Зиданого Мосту. 
Межа із Внутрішньою Крайною на півдні загалом проходить південним краєм Люблянського бар'є, а потім прямує на північ (на схід від Лог-при-Брезовиці та на захід від Полхов-Градеця) до річки Градащиця, а потім повертає на захід між сточищами річок Соча та Сора через пагорби до Сподньої Ідрії. 

Далі межа продовжується на північ через Порезень і Блегош, потім через гірський хребет Нижній Бохінь і далі в напрямку Доліча. 
Це межа між Верхньою Крайною та Приморською областю.
Ландшафт характеризується горами Південних Вапнякових Альп, переважно Юлійськими Альпами та хребтом Караванке на його північній околиці.
Історично Любляна була частиною Верхньої Крайни. 
Проте в XIX столітті її почали вважати окремою одиницею; вже наприкінці XVIII століття існує дуже мало згадок про жителів Любляни як «верхніх крайнців» (словен. Gorenjci, нім. Oberkrainer): було загальне уявлення, що власне Верхня Крайня починається лише на північ від Любляни, хоча Шентвид і Чрнуче, передмістя Любляни, іноді вважаються частиною Верхньої Країни. 

З XIX століття Крань, а не Любляна, вважається неофіційною столицею Верхньої Крайні.
Сучасне уявлення про Верхню Крайну не зовсім відповідає історичним кордонам. 
Наприклад, муніципалітет Єзерсько був частиною герцогства Каринтія з XI століття. 
У 1918 році він був захоплений словенськими добровольцями та приєднаний до Югославії за Сен-Жерменським договором 1919 року. 
Зараз він вважається невід’ємною частиною Верхньої Крайни, а не словенської Каринтії (також тому, що її мешканці розмовляють верхньокрайнським діалектом). 
Межі Верхньої Крайни лише віддалено схожі на межі Верхньо-Крайнської статистичної області Словенії.